# Gerard de Vries (zanger)
Gerard de Vries (Hilversum, 19 augustus 1933 – Loosdrecht, 11 juni 2015) was een Nederlands zanger en radio dj.

## Carrière
Gerard de Vries, alias "cowboy Gerard", werd vooral bekend om zijn parlando-muziek, waarmee hij in de jaren zestig van de 20e eeuw enkele grote hits scoorde. Bekende hits van hem zijn Het spel kaarten uit 1965 en Giddy up go uit 1966. Veel van zijn nummers hebben het leven als vrachtwagenchauffeur als onderwerp. Onder meer Giddy up go en Teddybeer zijn hier voorbeelden van. Vaak zijn het vertalingen van liedjes van de populaire Amerikaanse zanger Red Sovine. Opvallend is dat de vertaalde nummers van De Vries niet rijmen, terwijl die van Sovine dat wel doen. De hits over het leven als vrachtwagenchauffeur zijn in de regel verhalend. De nummers van De Vries hebben vaak een moraliserende ondertoon.
Naast zanger was Gerard de Vries radio diskjockey. Hij presenteerde bij Radio Veronica het country & westernprogramma "Nashville Tennessee" onder het pseudoniem 'Cowboy Gerard' en ook andere programma's onder eigen naam, onder meer met Tineke de Nooij. Met de Radio Veronica-medewerkers en -diskjockeys Ad Bouman, Hans Mondt, Tom Collins en Klaas Vaak nam hij begin 1970 onder de naam De Binkies de carnavalshit "Met carnaval" op, die niet verder reikte dan de Tipparade.
Op 1 augustus 1971 ging hij werken bij de TROS nadat hij op 15 juli 1971 afscheid had genomen bij Radio Veronica. In 1972 praatte hij over Les Cranes Engelse tekst heen op diens single "Desiderata". Het werd de B-kant van de in Nederland uitgebrachte single. Ook was hij actief bij de lokale omroep in Wijdemeren, Radio Wijdemeren. De Vries maakte deel uit (1973-1977) van het befaamde dj-team van de tot B-omroep gepromoveerde TROS, dat vanaf 23 augustus 1973 op Hilversum 3 startte met de befaamde TROS donderdag, die vanaf 3 oktober 1974 als de inmiddels tot A-omroep gepromoveerde omroep zou uitgroeien tot De beste dag op 3; de best beluisterde radiodag van de week met tussen oktober 1974 en 28 november 1985 mega luistercijfers. 
Na zijn carrière als zanger en radio diskjockey werd De Vries ondernemer in de paranormale branche. In 2007 was hij kort te zien in het 'datingspektakel' van (de Nederlandse versie van) het televisieprogramma Man bijt hond op Nederland 2. Hij had gereageerd op een oproep van kandidaat 'Gijs', die een man zocht. De Vries bood Gijs een zelfgeschreven boekje aan met de titel De Nederlandse taal.

## Bekendste nummers

### Het spel kaarten
Een soldaat moet verantwoording afleggen aan een officier militaire politie, een luitenant, over het uitspreiden van een spel kaarten in een Franse dorpskerk. Hij overtuigt de luitenant ervan dat de kaarten niet bedoeld zijn voor vermaak, maar dat alle kaarten een betekenis voor hem hebben. De 'drie' staat bijvoorbeeld voor de heilige drie-eenheid, de 'tien' staat voor de tien geboden en de boer staat voor de duivel. Hij concludeert daarom dat zijn spel kaarten veel meer zijn dan een vermaakmiddel: ze betekenen voor hem 'een bijbel, een almanak en een kerkboek tegelijk'. Het lied is een vertaling van Deck of Cards, een Amerikaans lied dat vanaf 1949 in vele versies in omloop is. Het is echter al 200 jaar oud, het origineel komt uit Mary Bacon's World. In 1959 had Wink Martindale er in het Verenigd Koninkrijk nog een hit mee.

### Giddy up go
Een vrachtwagenchauffeur laat zijn nieuwe truck aan zijn vrouw en zijn zoontje zien. Het kind, dat net kan praten, roept "Giddy up Go!". De chauffeur besluit zijn truck zo te noemen en schildert de naam achterop. Na een lange reis met zijn truck blijkt zijn vrouw verdwenen te zijn, samen met zijn zoontje. De chauffeur rijdt jaren alleen rond, tot hij een vrachtauto ziet rijden die ook 'Giddy up Go' heet. Hij vertelt: Mijn vader was ook truckchauffeur en mijn moeder vertelde me dat ik die naam altijd riep als hij wegreed. Mijn moeder is overleden en mijn vader heb ik nooit kunnen vinden. Zijn verloren zoon is in zijn voetsporen getreden.

### Teddybeer
Een jonge, gehandicapte jongen zoekt via de 27 MC contact met vrachtwagenchauffeurs. De 27 MC-'bak' heeft hij van zijn overleden vader. Hij voelt zich eenzaam omdat zijn moeder de hele dag moet werken om de kost te verdienen. Hij raakt aan de praat met een chauffeur, die hem uiteindelijk samen met een aantal andere vrachtwagenchauffeurs komt opzoeken en zijn droom om ook vrachtwagenchauffeur te worden even waar maakt door hem in hun trucks te laten zitten. Hierdoor heeft de jongen de dag van zijn leven.

### Ode aan de wegenwacht
In dit nummer vertelt hij over eigen ervaringen en die van collega's met de wegenwacht.

### Handen
Behalve de vertaalde nummers van Sovine schreef De Vries ook zelf nummers, onder meer het nummer Handen waarin hij een opsomming geeft van zowel de positieve als negatieve activiteiten die mensen met hun 'handen' kunnen uitvoeren. Zo kunnen mensen zowel met hun handen 'een kind vasthouden', maar ook 'een pistool of geweer omklemmen'. Hij besluit het nummer dan ook met 'Wij hebben zo erg veel in eigen hand'.

### Voor niets
Dit liedje gaat over een jongetje dat alles heeft opgeschreven wat hij die week gedaan heeft en het papiertje aan zijn moeder geeft. In totaal vraagt hij 14 gulden 75. Als zijn moeder het gelezen heeft, draait zij het papiertje om, schrijft op de achterkant en laat het aan haar zoontje zien. Daarop leest het jongetje dat zijn moeder hem negen maanden bij zich heeft gehouden, hem heeft getroost als hij verdrietig was, de dokter gebeld heeft als hij ziek was, tot zijn zesde heeft voorgelezen, naar hem toe is gekomen als hij bang was en altijd van hem houdt. In totaal vraagt zij niets. Het jongetje schrijft dan weer op de voorkant van het papiertje: nota voldaan en heeft tranen van ontroering in zijn ogen.

### Wim
Wim is een vertegenwoordiger die sinds jaren weer eens uit zou gaan met zijn vrouw. Maar die avond kwam er wat tussen. In het café belde hij zijn vrouw en zegde hun afspraak af. Kwaad hing zijn vrouw op. Boos bestelde Wim de ene na de andere borrel. Na zijn zestiende borrel, stond Wim op en zei tegen de caféhouder dat hij opstapt. Deze raadde hem aan om een taxi te nemen.
Wim deed dit en bestelde een taxi. Onderweg naar huis reed de taxi een vrouw aan: Wims vrouw!
Wim was op slag weer nuchter. Zijn vrouw werd naar het ziekenhuis gebracht en daar bezocht Wim haar de volgende morgen. Als zijn kind hem vraagt hoe dit kon gebeuren, zegt Wim: "Als je mama en ik hadden geprobeerd hadden elkaar te begrijpen, was het nooit gebeurd".

### De geschiedenis herhaalt zich
Hierin wordt de moord op Kennedy gelegd naast de moord op Lincoln honderd jaar eerder. Het is een opsomming van toevallige halve overeenkomsten, zoals dat Kennedy werd beschoten vanuit een pakhuis en de moordenaar naar een theater vluchtte en Lincoln werd vermoord in een theater en de moordenaar naar een pakhuis vluchtte. Beide moordenaars werden zelf vermoord nog voordat de rechtszaak tegen hen kon plaatsvinden. De opvolger van Lincoln en van Kennedy heetten beiden Johnson.

## Discografie

### Singles
| Single met eventuele hitnotering(en) in de Nederlandse Top 40 | Datum van verschijnen | Datum van binnenkomst | Hoogste positie | Aantal weken | Opmerkingen       |
| ------------------------------------------------------------- | --------------------- | --------------------- | --------------- | ------------ | ----------------- |
| Het spel kaarten                                              |                       | 27-3-1965             | 2               | 17           | als Cowboy Gerard |
| Ode aan Jim Reeves                                            |                       | 27-3-1965             | 39              | 1            | als Cowboy Gerard |
| Zo maar een soldaat                                           |                       | 9-10-1965             | 32              | 4            | als Cowboy Gerard |
| De geschiedenis herhaalt zich                                 |                       | 1966                  |                 |              | als Cowboy Gerard |
| Giddy up go                                                   |                       | 5-3-1966              | 28              | 6            | als Cowboy Gerard |
| De kinderen zijn niet schuldig                                |                       | 9-9-1967              | 25              | 4            |                   |
| Brief van een held                                            |                       | 15-2-1969             | tip             |              |                   |
| Begin van het einde                                           |                       | 17-10-1970            | tip             |              |                   |
| Met carnaval                                                  |                       | 10-1-1970             | tip             |              | De Binkies        |
| Teddybeer                                                     |                       | 25-9-1976             | 7               | 10           |                   |

- International Standard Name Identifier: 0000 0003 9154 1357
- MusicBrainz: b4cfcfea-39b7-43f4-96a5-fa851c25d61b
- Nederlandse Thesaurus van Auteursnamen: 297387006
- Virtual International Authority File: 285368332
- WorldCat: E39PBJyCJVrYrmMwbJjhvVfcyd